# Mathematika
Mathematika es una revista de matemáticas revisada por pares que publica artículos de matemáticas puras y aplicadas. La revista fue fundada por Harold Davenport en la década de 1950. La revista es publicada por la London Mathematical Society, en nombre del propietario de la revista, University College London.

## Indexación y resúmenes
Según Journal Citation Reports, la revista tiene un factor de impacto en 2020 de 0,8.  La revista está indexada en las siguientes bases de datos bibliográficas: 
- MathSciNet
- Science Citation Index Expanded
- Web of Science
- Zentralblatt MATH